# Echinolejeunea papillata
Echinolejeunea papillata là một loài Rêu trong họ Lejeuneaceae. Loài này được (Mitt.) Hamlin mô tả khoa học đầu tiên năm 1972.